# Carbonil

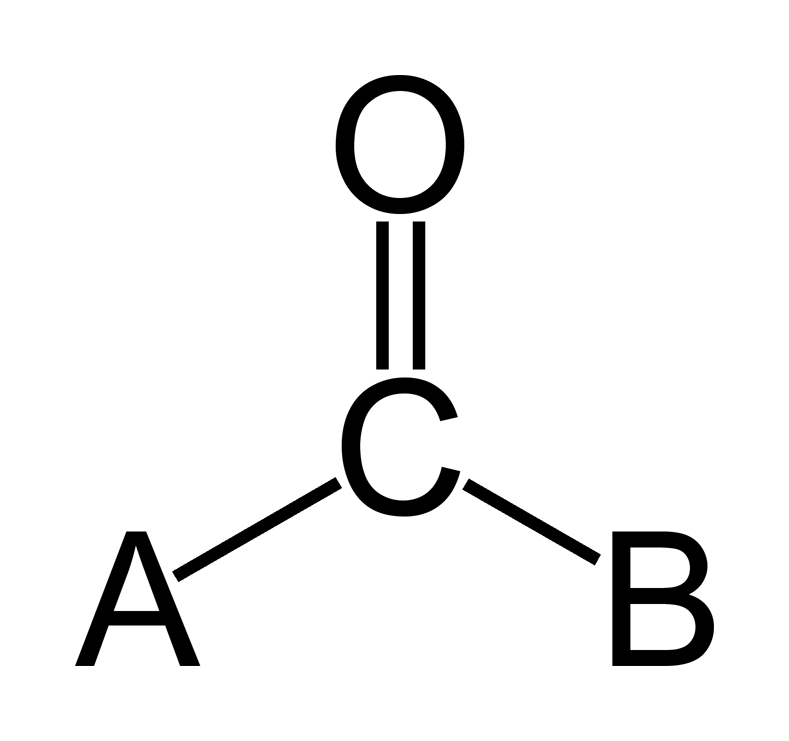
Un grup general de carbonil

În chimia organică, o grupă carbonil este o grupă funcțională compusă dintr-un atom de carbon dublu legat de un atom de oxigen: C=O. Este comun mai multor clase de compuși organici, făcând parte din multe grupuri funcționale mai mari. Principalii compuși carbonilici sunt aldehidele și cetonele, dar există și compuși difuncționali precum aldolii.